# مجازی سازی ورودی/خروجی
در مجازی سازی ، مجازی سازی ورودی/خروجی (مجازی سازی I/O) روشی برای ساده‌سازی مدیریت، کاهش هزینه ها و بهبود عملکرد سرورها در محیط های سازمانی است. محیط های مجازی سازی I/O با انتزاع پروتکل های لایه بالایی از اتصالات فیزیکی ایجاد می شوند.
این فناوری یک کارت آداپتور فیزیکی را قادر می‌سازد تا به صورت چند کارت شبکه مجازی (vNIC) و آداپتور گذرگاه میزبان مجازی (vHBA) ظاهر شود. NIC ها و HBA های مجازی مانند NIC ها و HBA های مرسوم عمل می کنند و به گونه ای طراحی شده اند که با سیستم عامل ها ، هایپروایزر ها و برنامه های موجود سازگار باشند. برای منابع شبکه (LAN و SAN)، آنها به عنوان کارت های معمولی ظاهر می شوند.
در نمای فیزیکی، ورودی/خروجی مجازی، کابل‌های ورودی/خروجی مختلف سرور را با یک کابل جایگزین می‌کند که یک حمل و نقل مشترک برای تمام اتصالات شبکه و ذخیره‌سازی را فراهم می‌کند. آن کابل (یا به طور معمول دو کابل برای افزونگی) به یک دستگاه خارجی متصل می شود که سپس اتصالات را به شبکه های مرکز داده ارائه می دهد.

## تاریخچه
سرور ورودی/خروجی یک بخش حیاتی برای موفق بودن و مؤثر واقع شدن در توسعه سرورها است، به ویژه در سرورهای مجازی. چند استفاده کاربردی از آن را می‌توان به این اشاره کرد که سرورهای مجازی نیاز به پهنای باند و اتصالات بیشتری به شبکه‌ها و حافظه دارند. طبق یک نظرسنجی، 75 درصد از سرورهای مجازی سازی شده به 7 اتصال ورودی/خروجی یا بیشتر در هر دستگاه نیاز دارند و احتمالاً به پیکربندی مجدد ورودی/خروجی متعددی نیاز دارند.
در مراکز داده مجازی، مشکلات عملکرد ورودی/خروجی به دلیل اجرای ماشین‌های مجازی (VM) متعدد روی یک سرور ایجاد می‌شوند. در پیاده‌سازی های اولیه مجازی سازی سرور، تعداد ماشین های مجازی در هر سرور به طور معمول به شش یا کمتر محدود می شد. اما مشخص شد که می‌تواند به‌طور ایمن هفت برنامه یا بیشتر در هر سرور اجرا کند، که اغلب از ۸۰ درصد ظرفیت کل سرور استفاده می‌کند، بهبودی به طور میانگین بیش از 5 الی 15 درصد سرور های مجهز به مجازی سازی نسبت به سرور های فاقد این پیاده‌سازی.
با این حال، بهره‌برداری افزون توسط مجازی سازی فشار قابل توجهی بر ظرفیت ورودی/خروجی سرور وارد می کند. ترافیک شبکه، ترافیک ذخیره‌سازی و ارتباطات بین سرور با هم ترکیب می شوند و بار بیشتری را تحمیل می کنند که ممکن است کانال های سرور را بیش از حد مورد کار قرار دهد و در حالی که منتظر داده هستند منجر به انباشتگی (بک‌لاگ) و CPU های غیرفعال (بیکار) شود.
ورودی/خروجی مجازی با ادغام ورودی/خروجی به یک اتصال واحد که پهنای باند آن به طور ایده آل از ظرفیت ورودی/خروجی خود سرور فراتر می رود، گلوگاه های عملکرد را برطرف می کند و در نتیجه اطمینان حاصل می کند که اتصال ورودی/خروجی خود یک گلوگاه نیست. سپس این پهنای باند به صورت پویا در لحظه در بین چندین اتصال مجازی به منابع ذخیره‌سازی و شبکه تخصیص داده می شود. در کاربرد های ورودی/خروجی متمرکز، این رویکرد می تواند به افزایش عملکرد VM و تعداد بالقوه VM ها در هر سرور کمک کند.
سیستم‌های ورودی/خروجی مجازی که شامل کنترل‌های کیفیت خدمات (QoS) هستند نیز می‌توانند پهنای باند ورودی/خروجی را برای ماشین‌های مجازی خاصی تنظیم کنند، بنابراین عملکردی قابل پیش‌بینی را برای استفاده های مهم تضمین می‌کنند. بنابراین QoS کاربرد مجازی سازی سرور را برای تولید و توسعه سرور و استعمال کاربر نهایی را  افزایش می دهد.

## مزایا
- چابکی مدیریت : با انتزاعی کردن پروتکل های لایه بالایی از اتصالات فیزیکی، مجازی سازی ورودی/خروجی انعطاف‌پذیری بالاتر، سودمندی بیشتر و آماده‌سازی سریع‌ تری نسبت به کارت های مرسوم NIC و HBA فراهم می‌کند.[۱] فناوری مجازی سازی ورودی/خروجی می‌تواند به صورت پویا منبسط و منقبض شود (در مقابل با کانال های فیزیکی ورودی/خروجی مرسوم که ثابت اند) و معمولا جای چندین شبکه و اتصالات به حافظه متصل به هر سرور را با تنها یک کابل که حامل چندین نوع ترافیک است، می‌گیرد.[۵] از آنجایی که تغییرات پیکربندی در نرم‌افزار پیاده‌سازی شده است تا سخت‌افزار، بازه های زمانی برای انجام کار های معمول مرکز داده‌ای مثل اضافه کردن سرور، حافظه و یا اتصالات شبکه، می‌تواند از چندین روز به چندین دقیقه کاهش پیدا کند.[۶]
- کاهش هزینه: مجازی سازی ورودی/خروجی هزینه ها را کاهش می‌دهد و باعث می‌شود که مدیریت ساده شده سرور توسط کارت ها، کابل ها و پورت های سوییچ کمتری انجام شود و در عین حال عمل کرد کاملی داشته باشیم در حوزه ورودی/خروجی شبکه.[۷] همچنین باعث ساده‌سازی ساختار شبکه مرکز داده می‌شود با ادغام کردن و بهره‌وری بهتر از سوئیچ های LAN و SAN.[۸]
- کاهش کابل کشی: در یک محیط ورودی/خروجی مجازی، تنها یک کابل برای اتصال سرورها به فضای ذخیره‌سازی و ترافیک شبکه مورد نیاز است. این امر می تواند کابل کشی سرور به شبکه و سرور به ذخیره‌سازی را در یک رک سرور تا بیش از 70 درصد کاهش دهد که معادل کاهش هزینه، پیچیدگی و نیازهای برق است. از آنجایی که اتصال پرسرعت به صورت پویا بین نیازهای مختلف به اشتراک گذاشته می‌شود، اغلب منجر به افزایش عملکرد نیز میشود.[۸]
- افزایش تراکم: مجازی سازی ورودی/خروجی با اجازه دادن به اتصالات بیشتر در یک فضای معین، چگالی عملی ورودی/خروجی را افزایش می دهد. این به نوبه خود امکان استفاده بیشتر از سرورهای متراکم 1U high و سرورهای تیغه ای را فراهم می کند که در غیر این صورت محدودیت ورودی/خروجی خواهند داشت.

شاسی سرور تیغه‌ای با بسته بندی بسیاری از سرورها (و در نتیجه بسیاری از اتصالات ورودی/خروجی) در یک فضای فیزیکی کوچک تراکم را افزایش می‌دهد. ورودی/خروجی مجازی تمام اتصالات ذخیره‌سازی و شبکه را به یک اتصال فیزیکی واحد ادغام می کند که هر گونه محدودیت فیزیکی در تعداد پورت ها را حذف می‌کند. ورودی/خروجی مجازی همچنین مدیریت پیکربندی مبتنی بر نرم‌افزار را فعال می کند که کنترل دستگاه های ورودی/خروجی را ساده می کند. این ترکیب اجازه می‌دهد تا پورت های ورودی/خروجی بیشتری در یک فضای معین مستقر شوند و مدیریت عملی محیط حاصل را تسهیل می‌کند.

## جستار های وابسته
"پیوند به ویکی‌ انگلیسی"
- Intel VT-d and AMD-Vi
- Intel VT-x
- PCI-SIG I/O virtualization
- x86 virtualization